# Рябцево (Гагаринский район)
Рябцево — деревня в Гагаринском районе Смоленской области России. Входит в состав Мальцевского сельского поселения. Население — 7 жителей (2007).
Расположена в северо-восточной части области в 11 км к юго-востоку от Гагарина, в 2 км южнее автодороги М1 «Беларусь», на берегу реки Алешни. В 6 км северо-западнее деревни расположена железнодорожная станция Колесники на линии Москва — Минск.

## История
В годы Великой Отечественной войны деревня была оккупирована гитлеровскими войсками в октябре 1941 года, освобождена в марте 1943 года.